# Bahnradsport-Weltmeisterschaften der Junioren 2018

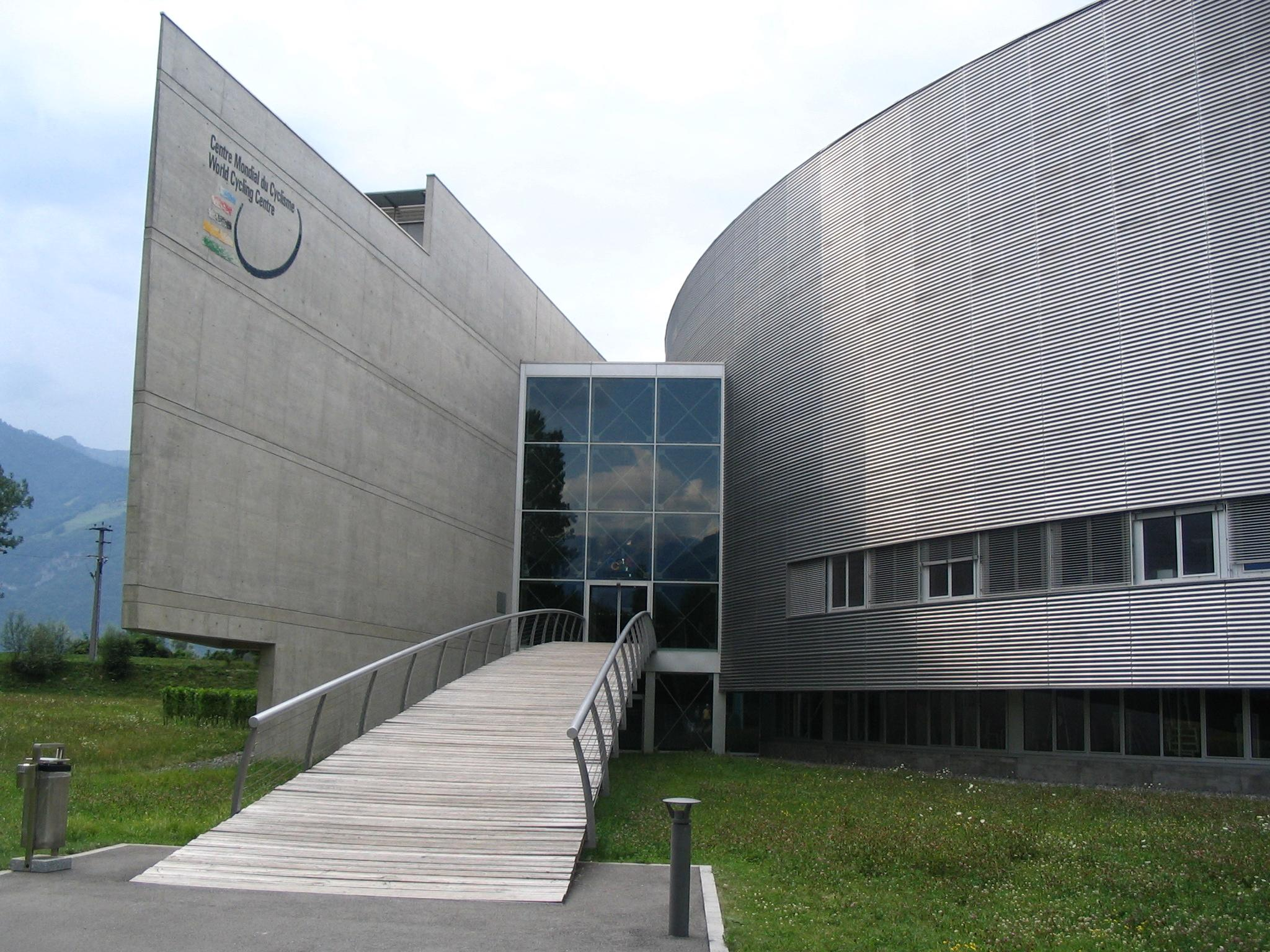
Das Centre Mondiale du Cyclisme in Aigle

Die Bahnradsport-Weltmeisterschaften der Junioren 2018 fanden vom 15. bis 19. August 2018 im schweizerischen Aigle statt. Die Rennen wurden im Centre Mondial du Cyclisme (World Cycling Centre) des Weltradsportverbandes Union Cycliste Internationale (UCI) ausgetragen. Das Velodrom, dessen Radrennbahn nur über eine Länge von 200 Meter verfügt, war nach 2016 zum zweiten Mal Austragungsort von Junioren-Bahnweltmeisterschaften. Am Start waren rund 300 Sportlerinnen und Sportler aus 45 Nationen.
Erfolgreichste Sportlerin der Weltmeisterschaften und somit auch des Bundes Deutscher Radfahrer war Lea Sophie Friedrich, die in den Kurzzeitdisziplinen – Sprint, Keirin, 500-Meter-Zeitfahren und Teamsprint – alle vier Goldmedaillen errang.
Der junge Inder Esow Alban gewann eine Silbermedaille im Keirin. Damit ist er der erste indische Sportler, der bei UCI-Weltmeisterschaften eine Medaille errang. Zuvor hatte er schon drei Goldmedaillen bei den asiatischen Bahnmeisterschaften der Junioren gewonnen.

## Zeitplan
| Datum                  | Disziplinen Männer                              | Disziplinen Frauen                                  |
| ---------------------- | ----------------------------------------------- | --------------------------------------------------- |
| Mittwoch, 15. August   | Teamsprint                                      | Scratch, Teamsprint                                 |
| Donnerstag, 16. August | Mannschaftsverfolgung, Scratch, Keirin          | Mannschaftsverfolgung                               |
| Freitag, 17. August    | Einerverfolgung, Punktefahren                   | Sprint, Omnium                                      |
| Samstag, 18. August    | Omnium, Sprint                                  | 500-Meter-Zeitfahren, Einerverfolgung, Punktefahren |
| Sonntag, 19. August    | 1000-Meter-Zeitfahren, Zweier-Mannschaftsfahren | Keirin, Zweier-Mannschaftsfahren                    |

## Resultate
- Legende: „G“ = Zeit aus dem Finale um Gold; „B“ = Zeit aus dem Finale um Bronze

### Sprint
| Platz | Sportler          | Land | Zeit (s)              |
| ----- | ----------------- | ---- | --------------------- |
|       | Cezary Laczkowski | POL  | 10,919 (1) 10,644 (2) |
|       | Thomas Cornish    | AUS  |                       |
|       | Jakub Stastny     | CZE  | 10,440 (1) 10,677 (2) |

| Platz | Sportlerin           | Land | Zeit (s)              |
| ----- | -------------------- | ---- | --------------------- |
|       | Lea Sophie Friedrich | GER  | 11,41 (1) 11,325 (2)  |
|       | Hu Jiafang           | CHN  |                       |
|       | Nikola Sibiak        | POL  | 12,028 (2) 12,169 (3) |

### Keirin
| Platz | Sportler        | Land |
| ----- | --------------- | ---- |
|       | Jakub Stastny   | CZE  |
|       | Esow Alban      | IND  |
|       | Andrei Tschugai | KAZ  |

| Platz | Sportlerin           | Land |
| ----- | -------------------- | ---- |
|       | Lea Sophie Friedrich | GER  |
|       | Nikola Sibiak        | POL  |
|       | Jana Tyschtschenko   | RUS  |

### Zeitfahren
| Platz | Sportler       | Land | Zeit (min) |
| ----- | -------------- | ---- | ---------- |
|       | Thomas Cornish | AUS  | 1:00,979   |
|       | Jakub Stastny  | CZE  | 1:01,830   |
|       | Anton Höhne    | GER  | 1:02,358   |

| Platz | Sportlerin               | Land | Zeit (s) |
| ----- | ------------------------ | ---- | -------- |
|       | Lea Sophie Friedrich     | GER  | 34,045   |
|       | Jana Tyschtschenko       | RUS  | 34,645   |
|       | Alessa-Catriona Pröpster | GER  | 35,123   |

In der Qualifikation fuhr die spätere Junioren-Weltmeisterin Lea Friedrich mit 33,922 Sekunden einen neuen Weltrekord und verbesserte damit die Bestmarke (33,927 Sek.) der Französin Mathilde Gros bei den Bahnradsport-Weltmeisterschaften der Junioren 2017. Ebenfalls in der Qualifikation verbesserte der Australier Thomas Cornish den Weltrekord über 1000 Meter auf 1:00,498 min.

### Teamsprint
| Platz | Sportler                                                     | Land | Zeit (s) |
| ----- | ------------------------------------------------------------ | ---- | -------- |
|       | Florian Grengbo Vincent Yon Titouan Renvoise                 | FRA  | 36,726 G |
|       | Oskar Filipczak Bartosz Kucharski Cezary Laczkowski          | POL  | 37,151 G |
|       | Daniil Komkow Iwan Gladyschew Danila Burlakow Michail Smagin | RUS  | 36,379 B |

| Platz | Sportlerin                                              | Land | Zeit (s) |
| ----- | ------------------------------------------------------- | ---- | -------- |
|       | Lea Sophie Friedrich Emma Götz Alessa-Catriona Pröpster | GER  | 28,026 G |
|       | Lei Min Hu Jiafang                                      | CHN  | 28,342 G |
|       | Nikola Seremak Nikola Sibiak                            | POL  | 38,197 B |

Die Radrennbahn in Aigle ist nur 200 Meter lang statt der üblichen 250. Die Teamsprinter fuhren zwei (Juniorinnen) bzw. drei Runden (Junioren). Die Zeiten sind deshalb mit denen anderer Junioren-Weltmeisterschaften nicht vergleichbar, bei denen die Rennen über 500 (Juniorinnen) oder 750 Meter (Junioren) bestritten werden bzw. wurden.

### Einerverfolgung
| Platz | Sportler     | Land | Zeit (min) |
| ----- | ------------ | ---- | ---------- |
|       | Lew Gonow    | RUS  | 3:13,400 G |
|       | Ethan Vernon | GBR  | 3:14,067 G |
|       | Gleb Syriza  | RUS  | 3:17,014 B |

| Platz | Sportlerin        | Land | Zeit (min) |
| ----- | ----------------- | ---- | ---------- |
|       | Vittoria Guazzini | ITA  | 2:22,053 G |
|       | Darja Malkowa     | RUS  | eingeholt  |
|       | Sophie Edwards    | AUS  | 2:22,444 B |

### Mannschaftsverfolgung
| Platz | Sportler                                                        | Land | Zeit (min) |
| ----- | --------------------------------------------------------------- | ---- | ---------- |
|       | Corbin Strong George Jackson Finn Fisher-Black Bailey O’Donnell | NLZ  | 4:01,685 G |
|       | Donavan Grondin Nicola Hamon Florian Pardon Kévin Vauquelin     | FRA  | 4:05,058 G |
|       | Blake Quick Lucas Plapp Matthew Rice Luke Wight                 | AUS  | 4:05,731 B |

| Platz | Sportlerin                                                                      | Land | Zeit (min) |
| ----- | ------------------------------------------------------------------------------- | ---- | ---------- |
|       | Vittoria Guazzini Silvia Zanardi Giorgia Catarzi Sofia Collinelli Gloria Scarsi | ITA  | 4:28,389 G |
|       | Ally Wollaston Annamarie Lipp Samantha Donnelly McKenzie Milne                  | NZL  | eingeholt  |
|       | Ellie Russell Pfeiffer Georgi Elynor Bäckstedt Ella Barnwell                    | GBR  | 4:32,636 B |

Die deutsche Mannschaft aus Ricarda Bauernfeind, Lena Charlotte Reißner, Finja Smekal und Friederike Stern verbesserten in Qualifikation und erster Runde zweimal den deutschen Rekord auf zuletzt 4:40,484 Minuten und belegten damit Rang sechs.

### Scratch
| Platz | Sportler          | Land |
| ----- | ----------------- | ---- |
|       | Park Jooyoung     | KOR  |
|       | Filip Prokopyszyn | POL  |
|       | Samuel Thibaud    | FRA  |

| Platz | Sportlerin        | Land |
| ----- | ----------------- | ---- |
|       | Shin Jieun        | KOR  |
|       | Marta Jaskulska   | POL  |
|       | Katharina Hechler | GER  |

### Punktefahren
| Platz | Sportler           | Land | Punkte |
| ----- | ------------------ | ---- | ------ |
|       | Lucas Plapp        | AUS  | 70     |
|       | Filip Prokopyszyn  | POL  | 60     |
|       | Robin Juel Skivild | DEN  | 44     |

| Platz | Sportlerin     | Land | Punkte |
| ----- | -------------- | ---- | ------ |
|       | Silvia Zanardi | ITA  | 55     |
|       | Sarah Gigante  | AUS  | 51     |
|       | Shari Bossuyt  | BEL  | 39     |

### Omnium
| Platz | Sportler         | Land | Punkte |
| ----- | ---------------- | ---- | ------ |
|       | Donavan Grondin  | FRA  | 115    |
|       | Frederik Wandahl | DEN  | 111    |
|       | Blake Quick      | AUS  | 106    |

| Platz | Sportlerin        | Land | Punkte |
| ----- | ----------------- | ---- | ------ |
|       | Vittoria Guazzini | ITA  | 142    |
|       | Darja Malkowa     | RUS  | 124    |
|       | Marta Jaskulska   | POL  | 117    |

### Zweier-Mannschaftsfahren
| Platz | Sportler                           | Land | Punkte |
| ----- | ---------------------------------- | ---- | ------ |
|       | Blake Quick Lucas Plapp            | AUS  | 47     |
|       | Lew Gonow Gleb Syriza              | RUS  | 38     |
|       | Oliver Frederiksen Matias Malmberg | DEN  | 27     |

| Platz | Sportlerinnen                          | Land | Punkte |
| ----- | -------------------------------------- | ---- | ------ |
|       | Victoire Berteau Marie Le Net          | FRA  | 70     |
|       | Darja Malkowa Marija Miljajewa         | RUS  | 46     |
|       | Alexandra Martin-Wallace Alice Culling | AUS  | 38     |

## Medaillenspiegel
| Rang  | Land                | Gold | Silber | Bronze | Gesamt |
| ----- | ------------------- | ---- | ------ | ------ | ------ |
| 1     | Deutschland         | 4    | 0      | 3      | 7      |
| 2     | Italien             | 4    | 0      | 0      | 4      |
| 3     | Australien          | 3    | 2      | 4      | 9      |
| 4     | Frankreich          | 3    | 1      | 1      | 5      |
| 5     | Südkorea            | 2    | 0      | 0      | 2      |
| 6     | Polen               | 1    | 5      | 3      | 9      |
| 6     | Russland            | 1    | 5      | 3      | 9      |
| 8     | Tschechien          | 1    | 1      | 1      | 3      |
| 9     | Neuseeland          | 1    | 1      | 0      | 2      |
| 10    | Volksrepublik China | 0    | 2      | 0      | 2      |
| 11    | Dänemark            | 0    | 1      | 2      | 3      |
| 12    | Großbritannien      | 0    | 1      | 1      | 2      |
| 13    | Indien              | 0    | 1      | 0      | 1      |
| 14    | Belgien             | 0    | 0      | 1      | 1      |
| 14    | Kasachstan          | 0    | 0      | 1      | 1      |
| Total | Total               | 20   | 20     | 20     | 60     |

## Aufgebote

### Bund Deutscher Radfahrer
Juniorinnen (Kurzzeit)
- Lea Sophie Friedrich, Emma Götz, Alessa-Catriona Pröpster

Junioren (Kurzzeit)
- Elias Edbauer, Anton Höhne, Julien Jäger, Julian Kühn

Juniorinnen (Ausdauer)
- Ricarda Bauernfeind, Katharina Hechler, Paulina Klimsa, Lena Charlotte Reißner, Finja Smekal, Friederike Stern

Junioren (Ausdauer)
- Tobias Buck-Gramcko, Calvin Dik, Max Gehrmann, Milan Henkelmann, Jannis Peter, Nils Weispfennig, Hannes Wilksch

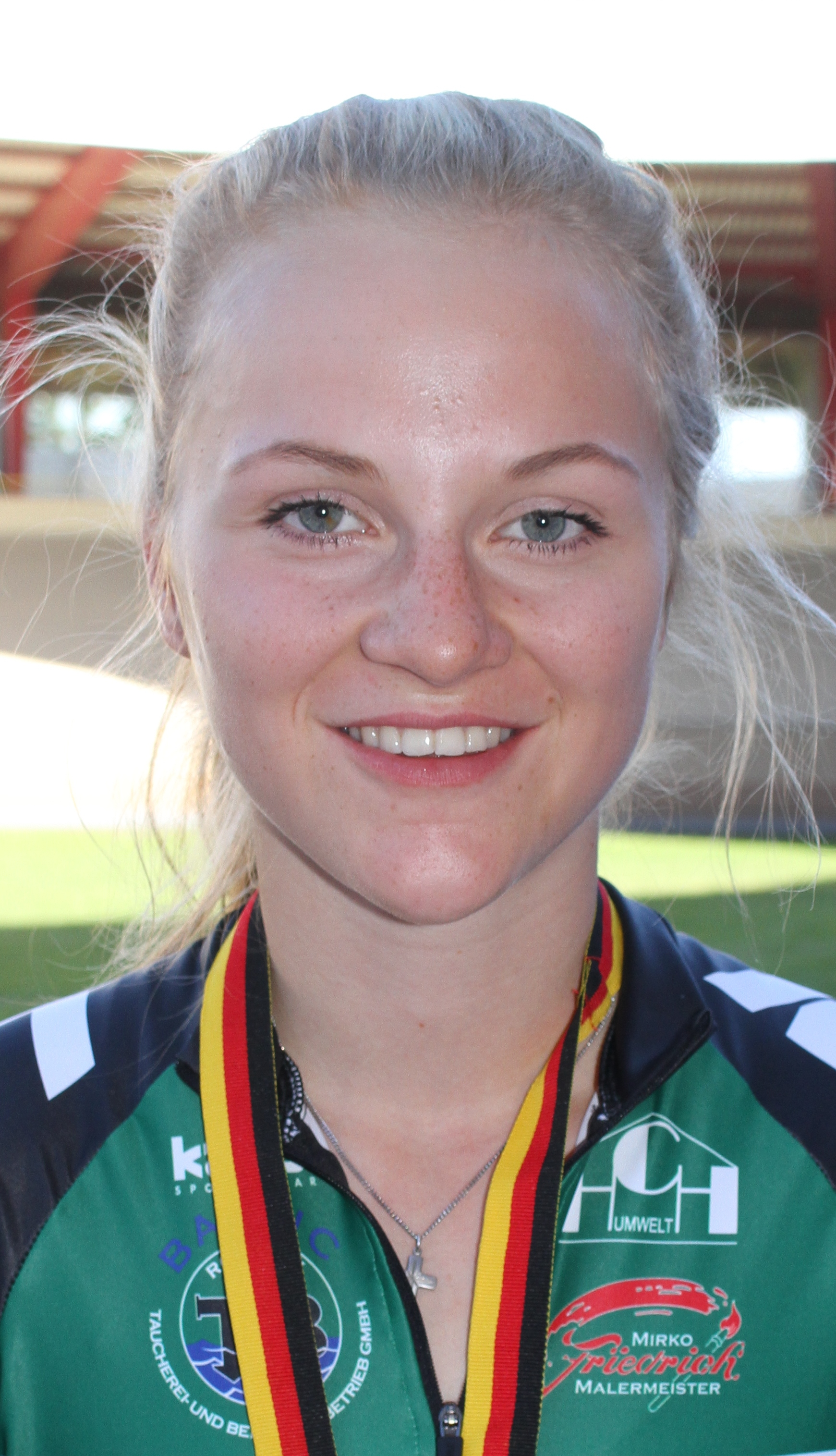
Lea Friedrich
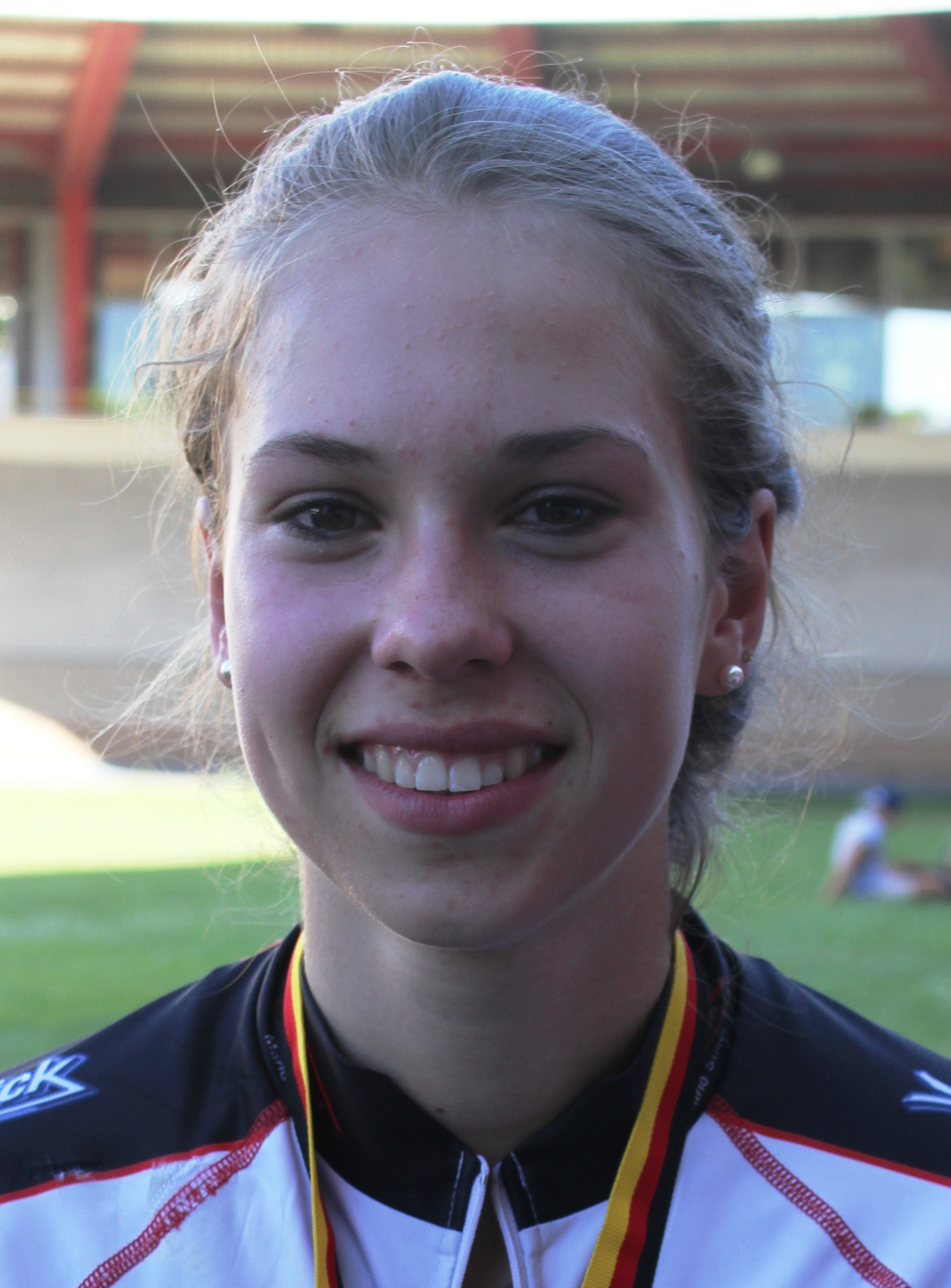
Emma Götz
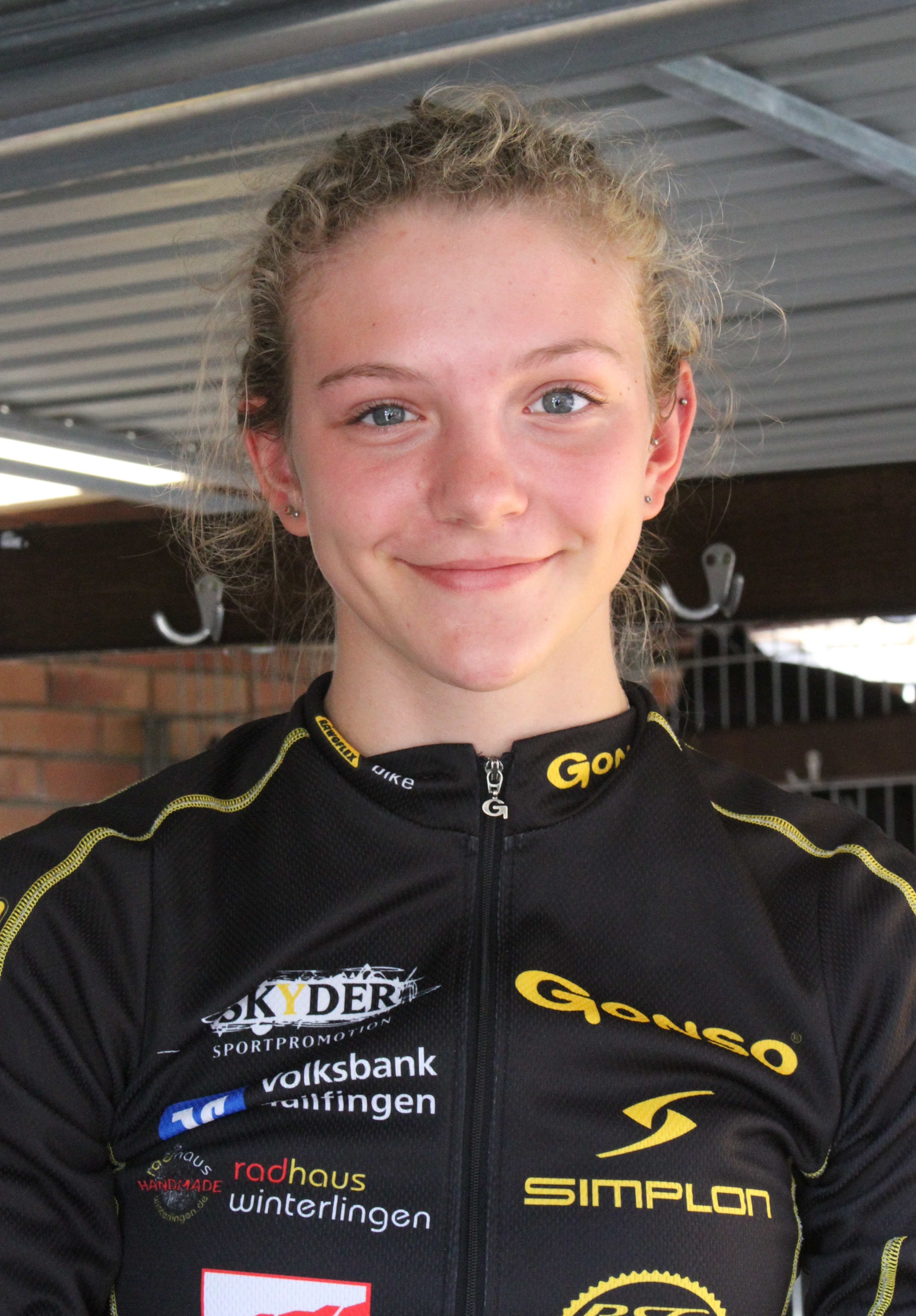
Alessa-Catriona Pröpster
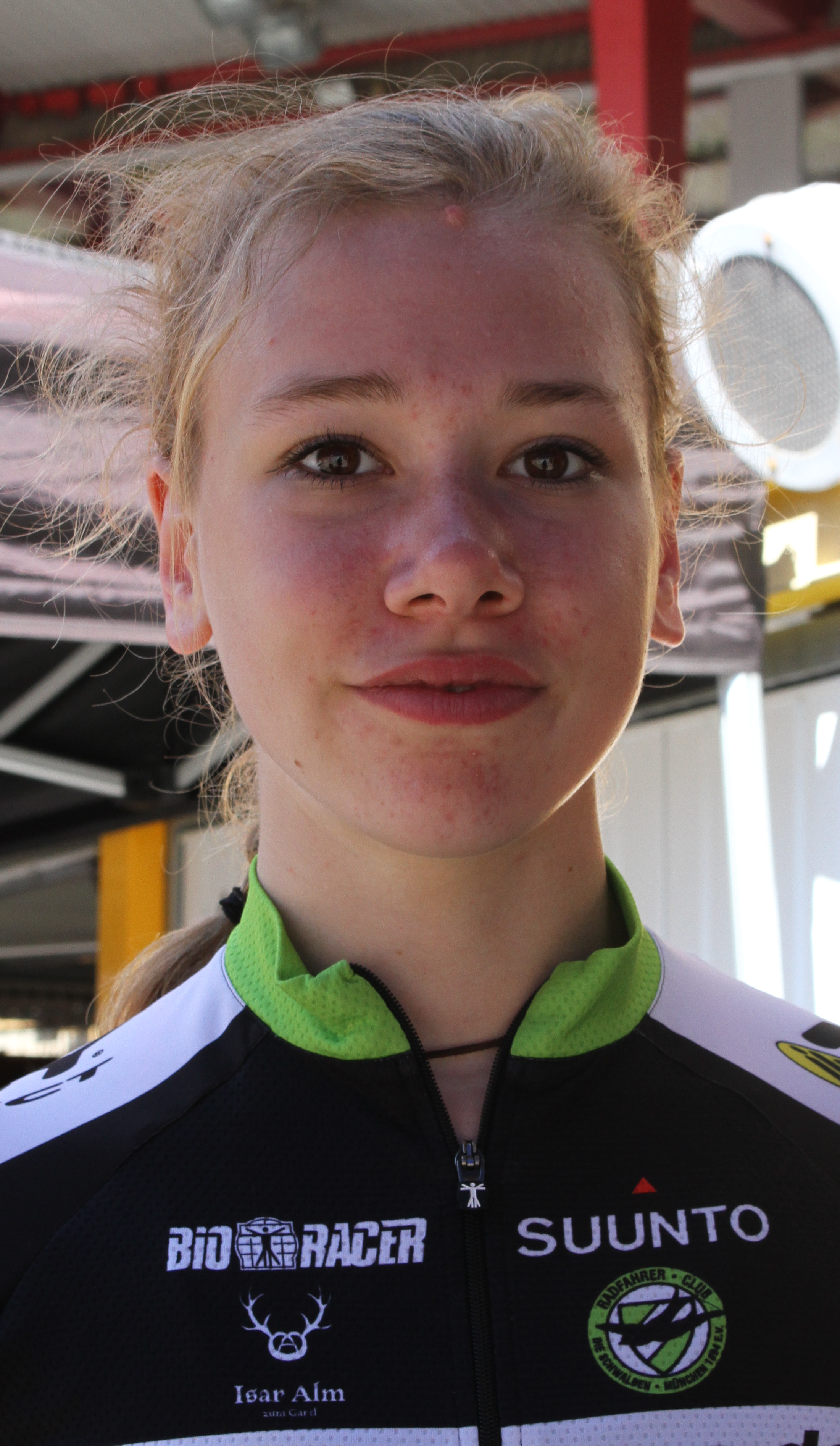
Paulina Klimsa
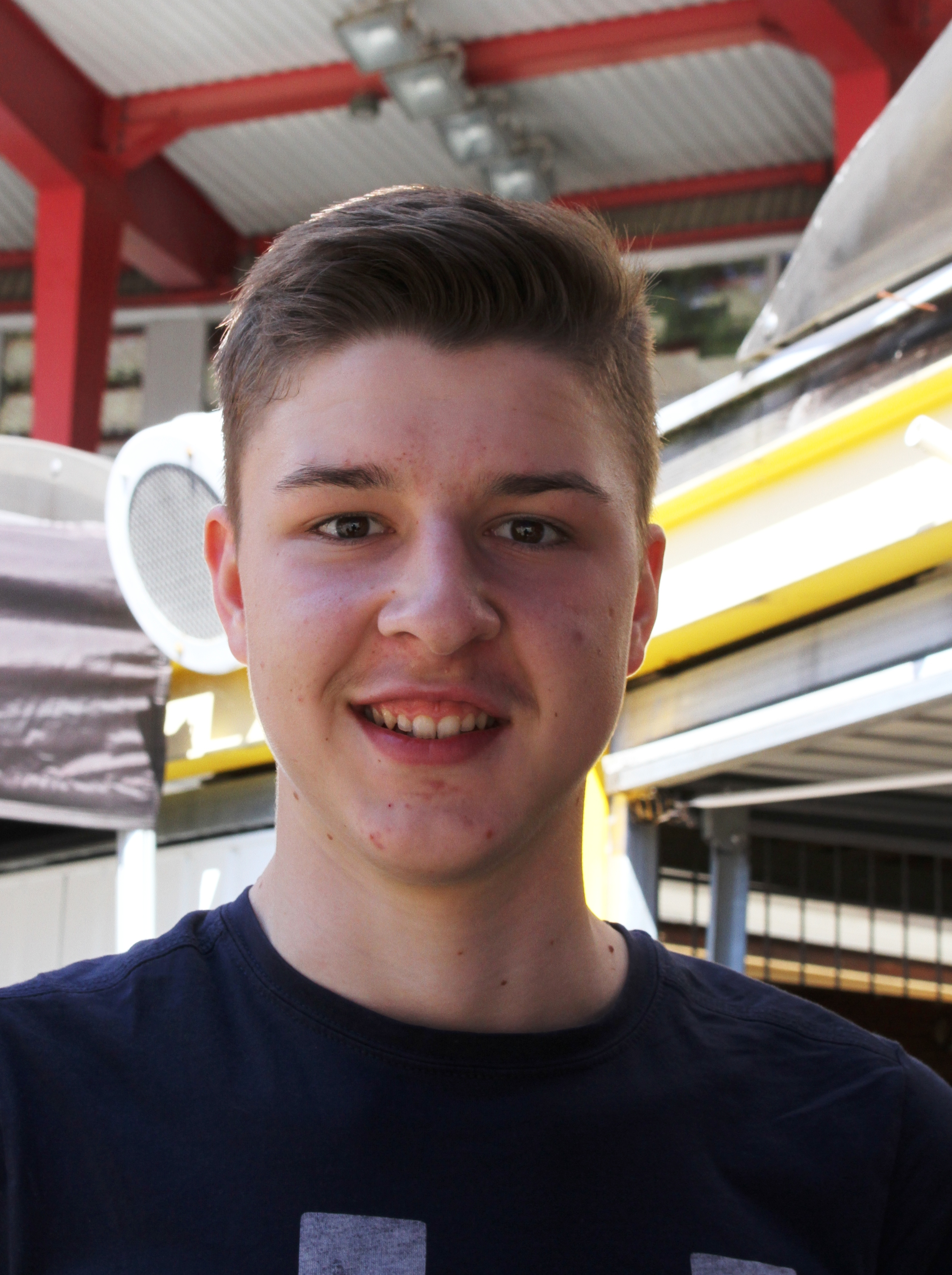
Elias Edbauer
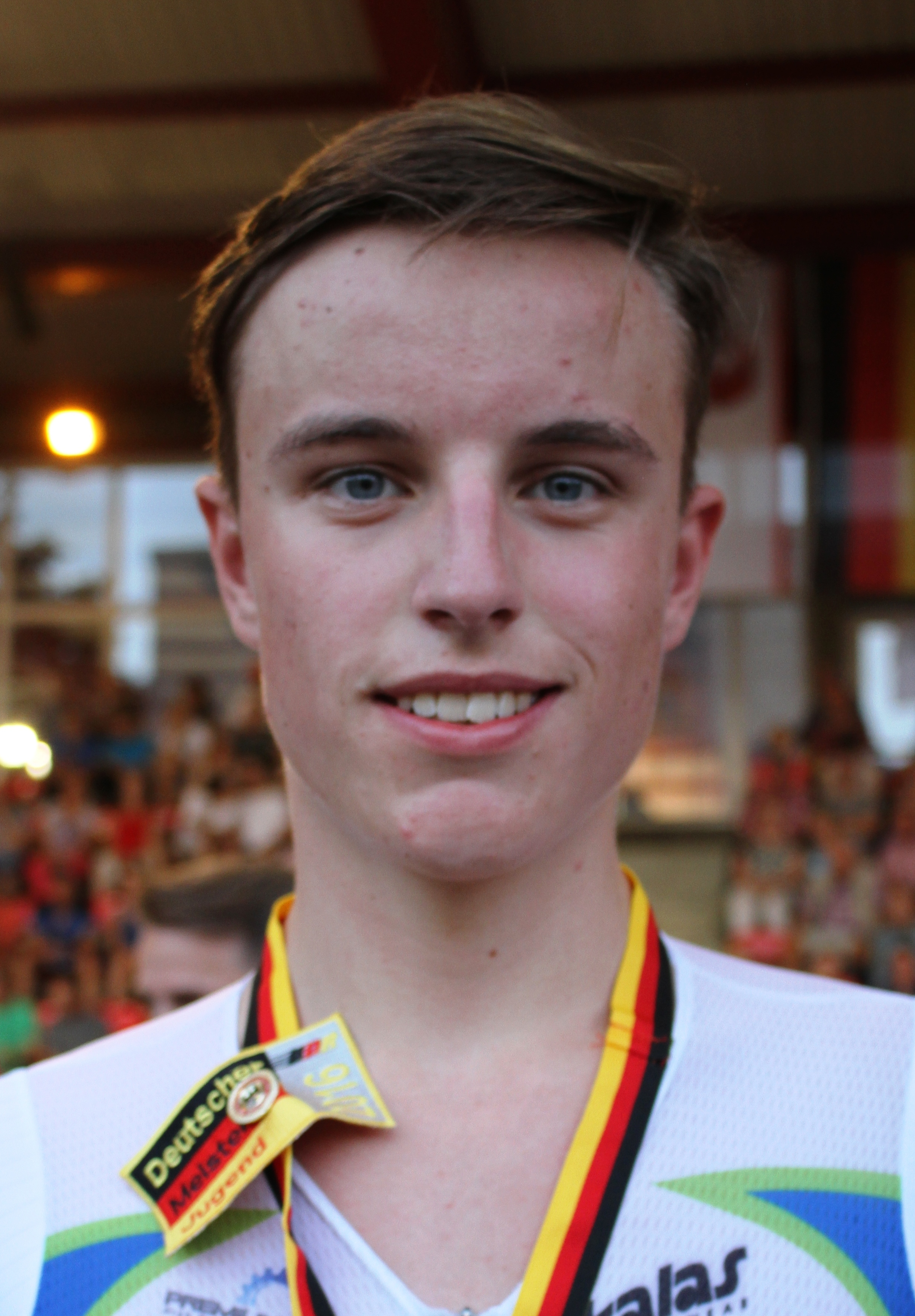
Calvin Dik
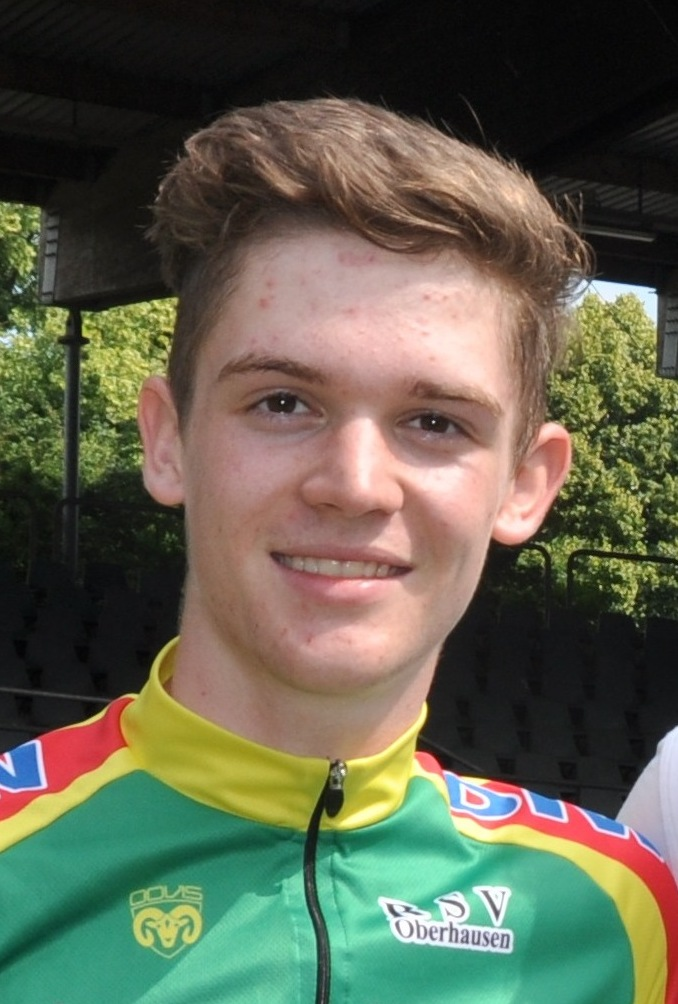
Nils Weispfennig

### Österreichischer Radsport-Verband
- Janine Kokas, Valentin Götzinger, Lukas Viehberger

### Swiss Cycling
- Dominik Bieler, Nicolo de Lisi, Ruben Eggenberg, Robin Ender, Simon Imboden, Felix Stehli, Oliver Weber